# Florian Thauvin
Florian Tristan Mariano Thauvin (Orleães, 26 de janeiro de 1993) é um futebolista francês que atua como ponta-direita ou meio-campista. Atualmente joga no Lens.

## Carreira

### Lille
Em 29 de janeiro de 2013, assinou um contrato de quatro anos com o Lille por um total de 3,5 milhões de euros. No entanto, permaneceu emprestado ao Bastia até o final da temporada. Thauvin participou de apenas um jogo pelo Lille e depois foi contratado pelo Marseille.

### Olympique de Marseille
Em 3 de setembro de 2013, Thauvin assinou um contrato de cinco anos com o Olympique de Marseille. As negociações giram em torno de 15 milhões de euros, incluindo bônus.

### Newcastle
Em 19 de agosto de 2015, Thauvin ingressou no Newcastle assinando um contrato de cinco anos, por uma taxa relatada de 15 milhões de libras, com Rémy Cabella indo para o Marselha. Realizou sua estreia três dias depois, entrando no lugar do compatriota Gabriel Obertan, aos 69 minutos de um empate sem gols contra o Manchester United no Old Trafford. Marcou seu primeiro gol pelo clube no dia 25 de agosto, numa vitória em casa por 4–1 contra o Northampton Town, válida pela segunda rodada da Copa da Liga. Além do gol, o jogador deu três assistências na partida.

### Tigres
Em 7 de maio de 2021, Thauvin assinou com o time mexicano Tigres. Em 17 de agosto de 2021, ele marcou seu primeiro gol pela equipe contra o Querétaro.
Depois de dois torneios com desempenho ruim e várias lesões que reduziram consideravelmente o número de jogos disputados, no dia 23 de janeiro de 2023, o Tigres anunciou sua saída de comum acordo do time.

### Udinese
Em 31 de janeiro de 2023, Thauvin assinou um contrato de duas temporadas e meia com a Udinese.

### Lens
No dia 8 de agosto de 2025, o Lens anunciou oficialmente Florian Thauvin. O time francês adquiriu Thauvin em uma transferência estimada em cerca de US$ 7 milhões (R$ 37,9 milhões), segundo o jornal esportivo francês L'Équipe.

## Títulos
Bastia
- Ligue 2: 2011–12[12]

France Sub-20
- Copa do Mundo FIFA Sub-20: 2013[12]

Seleção Francesa
- Copa do Mundo FIFA: 2018

### Campanhas de destaque
Olympique de Marseille
- Finalista da Liga Europa da UEFA: 2017–18[13]

### Prêmios individuais
- Melhor jogador jovem da Ligue 1: 2012–13
- Jogador do mês da Ligue 1: março de 2017, novembro de 2017 e janeiro de 2018